# Acid Red 29
C.I. Acid Red 29 ist eine chemische Verbindung aus der Gruppe der Azofarbstoffe und der anwendungstechnischen Gruppe der Säurefarbstoffe. Es handelt sich um den einfachsten Chromotropfarbstoff und wurde ursprünglich für die Färbung von Wolle eingesetzt.

## Geschichte
Die Herstellung des Farbstoffs wurde 1890 durch die Farbwerke vorm. Meister, Lucius & Brüning in Höchst a. M. patentiert. Wie bei den weiteren in den Patenten erwähnten Farbstoffen auf der Basis von Chromotropsäure wird die Anwendung im Wolldruck hervorgehoben.

## Herstellung
Acid Red 29 wird durch Diazotierung von Anilin mit Natriumnitrit und Salzsäure und Kupplung des Diazoniumsalzes auf Chromotropsäure synthetisiert.

## Verwendung
Mit Acid Red 29 wird Wolle mit einer blauroten Nuance gefärbt. Bei der Behandlung der Färbung mit Chromsalzen wie beispielsweise Kaliumdichromat tritt ein deutlicher Farbumschlag von rot nach violett auf.
Acid Red 29 wird bei histologischen Färbungen wie beispielsweise bei der Gömöri-Trichrom-Färbung in Kombination mit Anilinblau und Hämatoxylin eingesetzt.
Acid Red 29 findet Verwendung bei der komplexometrischen Titration von Thorium.